# Canton de Vervins
Le canton de Vervins est une circonscription électorale française située dans le département de l'Aisne et la région Hauts-de-France.
À la suite du redécoupage cantonal de 2014, les limites territoriales du canton sont remaniées. Le nombre de communes du canton passe de 24 à 66.

## Géographie
Ce canton est organisé autour de Vervins dans l'arrondissement de Vervins. Son altitude varie de 81 m (Rogny) à 226 m (Plomion) pour une altitude moyenne de 165 m. L'Oise traverse le canton dans sa partie nord (Autreppes et Saint-Algis). Le cours d'eau principal du canton est le Vilpion. La RN2,les D960, D963 et D966 traversent le canton.

## Histoire

### Révolution française

Carte du canton de Vervins en 1790

Le canton est créé le 18 février 1790 sous la Révolution française,. Le canton comprend 14 communes avec Vervins pour chef-lieu : Braye, Burelles, Fontaine, Gercy, Gronard, Hary, Houry, Laigny, Lugny, Prisces, Rogny, Thenailles, Vervins et Voulpaix. Il est une subdivision du district éponyme qui disparait le 5 fructidor An III (22 août 1795)
Le nombre de communes reste stable pendant la période révolutionnaire. Lors de la création des arrondissements par la loi du 28 pluviôse an VIII (17 février 1800), le canton de Vervins est rattaché à l'arrondissement éponyme.

### 1801 - 2015
L'arrêté du 3 vendémiaire an X (25 septembre 1801) entraine un redécoupage du canton de Vervins qui est conservé. 6 communes (Bancigny, Harcigny, La Bouteille, Landouzy-la-Cour, Nampcelles-la-Cour et Plomion) du canton de Plomion et 3 communes (Autreppes, Haution et Saint-Algis) du canton de Marly intègrent le canton de Vervins. Le nombre de communes passe alors de 14 à 23 communes.
Par ordonnance du 15 juillet 1829, le hameau de La Vallée-aux-Bleds, réparti sur les communes d'Haution, de Lemé du canton de Sains et de Voulpaix est érigé en une commune indépendante à partir de ces trois territoires. Cette nouvelle entité est intégrée au canton de Vervins et le canton est composé alors de 24 communes. Cette composition reste alors stable jusqu'en mars 2015 et le canton de Vervins portait le code canton 0234.
En 1956, les communes de Braye et Fontaine changent de nom pour Braye-en-Thiérache et Fontaine-lès-Vervins. En 1961, le nom de la commune de La Vallée-aux-Bleds devient La Vallée-au-Blé.

### Après le redécoupage de 2015
Un nouveau découpage territorial de l'Aisne entre en vigueur en mars 2015, défini par le décret du 21 février 2014, en application des lois du 17 mai 2013 (loi organique 2013-402 et loi 2013-403). Les conseillers départementaux sont, à compter de ces élections, élus au scrutin majoritaire binominal mixte. Les électeurs de chaque canton élisent au Conseil départemental, nouvelle appellation du Conseil général, deux membres de sexe différent, qui se présentent en binôme de candidats. Les conseillers départementaux sont élus pour 6 ans au scrutin binominal majoritaire à deux tours, l'accès au second tour nécessitant 12,5 % des inscrits au 1er tour. En outre la totalité des conseillers départementaux est renouvelée. Ce nouveau mode de scrutin nécessite un redécoupage des cantons dont le nombre est divisé par deux avec arrondi à l'unité impaire supérieure. Dans l'Aisne, le nombre de cantons passe ainsi de 42 à 21. Le canton de Vervins fait partie des 13 cantons du département, ayant des limites territoriales différentes, les huit autres sont des nouveaux cantons. 
Avec ce redécoupage, les cantons de Rozoy-sur-Serre et de La Capelle, sauf les communes de Crupilly et de Chigny rejoignant celui de Guise sont regroupés avec celui de Vervins. Lugny, Rogny, La Vallée-au-Blé et Voulpaix, qui sont des communes du canton, sont détachées pour être adjointes à celui de Marle. La commune de Voulpaix a d'ailleurs contesté son rattachement au canton de Marle auprès du Conseil d'État mais cette requête a été refusée par ce dernier en juillet 2014.
Le bureau centralisateur est fixé à Vervins, il compte 66 communes avec un nouveau code canton 0219. Il est d'abord réparti sur les arrondissements de Vervins et de Laon, mais par arrêté préfectoral du 20 décembre 2016, les 30 communes du canton, situées dans l'arrondissement de Laon, sont détachées le 1er janvier 2017 de cet arrondissement pour intégrer l'arrondissement de Vervins. Il est alors entièrement inclus dans l'arrondissement de Vervins.

## Représentation

### Conseillers généraux de 1833 à 2015
| Période | Période      | Identité                               | Étiquette    | Qualité                                                                                                  |
| ------- | ------------ | -------------------------------------- | ------------ | --- |
| 1833    | 1848         | Jacques François Sohier                |              | Maire de Vervins                                                                                         |
| 1848    | 1852         | Pierre-Louis Duflot-Cardot (1811-1855) |              | Banquier, conseiller municipal de Vervins                                                                |
| 1852    | 1871         | Henri Duchesne                         |              | Propriétaire, maire de Vervins                                                                           |
| 1871    | 1880         | Odon Trencart                          | Droite       | Docteur en médecine à Vervins, vice-président du Comité conservateur                                     |
| 1880    | 1906         | Destin Dupuy                           | Radical      | Docteur en médecine - Maire de Vervins Député (1885-1889) Président du Conseil Général                   |
| 1907    | 1918 (décès) | Pascal Ceccaldi                        | Rad.         | Avocat au barreau d'Ajaccio puis de Paris Député de l'Aisne (1906-1918)                                  |
| 1918    | 1919         | siège vacant                           |              | |
| 1919    | 1940         | Antoine Ceccaldi                       | Rad.         | Directeur du journal Le Démocrate de l'Aisne Maire de Vervins                                            |
|         |              |                                        |              | |
| 1943    | 1945         | Émile Bouxin                           |              | Maire de Vervins Nommé conseiller départemental en 1943                                                  |
|         |              |                                        |              | |
| 1945    | 1949         | Jacques Bachy                          | SFIO         | Propriétaire à Vervins                                                                                   |
| 1949    | 1973 (décès) | André Sémal                            | RPF puis UDR | Avoué, conseiller municipal de Vervins                                                                   |
| 1973    | 1979         | Henri Duflot                           | DVD          | Exploitant forestier, agriculteur Maire de Fontaine-lès-Vervins                                          |
| 1979    | 2015         | Jean-Pierre Balligand                  | PS           | Assistant parlementaire Député (1981-2012) Ancien adjoint au maire de Gercy Maire de Vervins (1983-2013) |

### Conseillers d'arrondissement (de 1833 à 1940)
Le canton de Vervins avait deux conseillers d'arrondissement.
| Période                                  | Période | Identité                                         | Étiquette | Qualité |
| ---------------------------------------- | ------- | ------------------------------------------------ | --------- | --- |
| 1833                                     | 1839    | Nicolas François Destable                        |           | Notaire, premier adjoint au maire de Vervins                                                                |
| 1833                                     | 1836    | Claude Joseph Wateau                             |           | Cultivateur à Gironsart, maire d'Harcigny                                                                   |
| 1836                                     | 1842    | Nicolas Isidore Sergent (1804-1873)              |           | Cultivateur, maire de Nampcelles                                                                            |
| 1839                                     | 1848    | M. Larue                                         |           | Avoué, adjoint au maire de Vervins                                                                          |
| 1842                                     | 1848    | Joseph Baudelot                                  | Droite    | Président du Tribunal civil de Vervins, député (1848-1849 et 1858-1862)                                     |
|                                          |         |                                                  |           | |
| 1907                                     | 1919    | Arnaud Sandra (1874-1958)                        | Rad.      | Négociant en grains, maire de La Vallée-au-Blé                                                              |
| 1919                                     | 1925    | Eugène Lebrun                                    | Rad.      | Premier adjoint au maire de Vervins                                                                         |
| 1925                                     | 1931    | M. Leduc                                         | Rad.      | Conseiller municipal de Fontaine-lès-Vervins                                                                |
| 1931                                     | 1937    | Maurice Bot                                      | Rad.      | Notaire à Vervins                                                                                           |
| 1937                                     | 1940    | Raymond Sandra (1902-1960, fils d'Arnaud Sandra) | Rad.      | Négociant en bois, maire de La Vallée-au-Blé                                                                |
| 1940                                     |         |                                                  |           | Les conseils d'arrondissement ont été suspendus par la loi du 12 octobre 1940 et n'ont jamais été réactivés |
| Les données manquantes sont à compléter. |         |                                                  |           | |

### Conseillers départementaux après 2015
| Période élective | Période élective | Mandat | Mandat   | Identité                 | Nuance | Nuance | Qualité |
| ---------------- | ---------------- | ------ | -------- | ------------------------ | ------ | ------ | --- |
| 2015             | 2021             | 2015   | 2021     | Marie-Françoise Bertrand |        | DVD    | Retraitée à La Flamengrie                                                                                                |
| 2015             | 2021             | 2015   | 2021     | Nicolas Fricoteaux       |        | UDI    | Professeur de sport Président du conseil départemental de l'Aisne Ancien conseiller général du Canton de Rozoy-sur-Serre |
| 2021             | 2028             | 2021   | en cours | Marie Françoise Bertrand |        | DVC    | Retraitée à La Flamengrie                                                                                                |
| 2021             | 2028             | 2021   | en cours | Nicolas Fricoteaux       |        | UDI    | Professeur de sport Président du conseil départemental                                                                   |

#### Élections de mars 2015
À l'issue du 1er tour des élections départementales de 2015, trois binômes sont en ballottage : Francis Duroit et Valérie Thonnon-Duez (FN, 30,47 %), Marie-Françoise Bertrand et Nicolas Fricoteaux (UDI, 25,23 %) et Marie-Claude Didier et Frédéric Meura (UMP, 25,03 %). Le taux de participation est de 56,3 % (9 207 votants sur 16 354 inscrits) contre 53,32 % au niveau départemental et 50,17 % au niveau national.
Au second tour, Marie-Françoise Bertrand et Nicolas Fricoteaux (UDI) sont élus Conseillers départementaux de l'Aisne avec 62,38 % des suffrages exprimés et un taux de participation de 56,85 % (5 428 voix pour 9 298 votants et 16 354 inscrits).

#### Élections de juin 2021
Le premier tour des élections départementales de 2021 est marqué par un très faible taux de participation (33,26 % au niveau national). Dans le canton de Vervins, ce taux de participation est de 40,29 % (6 379 votants sur 15 833 inscrits) contre 34,94 % au niveau départemental. À l'issue de ce premier tour,  le binôme constitué de Marie Françoise Bertrand et Nicolas Fricoteaux (DVC, 65,56 %), est élu avec 65,56 % des suffrages exprimés.

## Composition

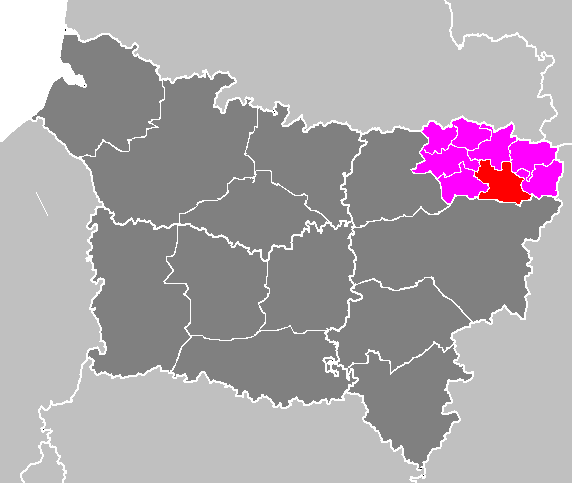
Situation du canton de Vervins dans le département de l'Aisne avant 2015.

### Composition avant 2015

Communes du canton de Vervins avant 2015.

Le canton de Vervins a regroupé 24 communes et a compté 8 070 habitants en 2012.
| Nom                  | Code Insee | Codepostal | Superficie (km2) | Population (dernière pop. légale) | Densité (hab./km2) |
| -------------------- | ---------- | ---------- | ---------------- | --------------------------------- | ------------------ |
| Vervins (chef-lieu)  | 02789      | 02140      | 10,35            | 2 561 (2012)                      | 247                |
| Autreppes            | 02040      | 02580      | 6,78             | 180 (2012)                        | 27                 |
| Bancigny             | 02044      | 02140      | 3,32             | 30 (2012)                         | 9                  |
| Braye-en-Thiérache   | 02116      | 02140      | 9,17             | 133 (2012)                        | 15                 |
| Burelles             | 02136      | 02140      | 13,83            | 134 (2012)                        | 9,7                |
| Fontaine-lès-Vervins | 02321      | 02140      | 19,74            | 965 (2012)                        | 49                 |
| Gercy                | 02341      | 02140      | 6,33             | 290 (2012)                        | 46                 |
| Gronard              | 02357      | 02140      | 7,10             | 75 (2012)                         | 11                 |
| Harcigny             | 02369      | 02140      | 7,57             | 247 (2012)                        | 33                 |
| Hary                 | 02373      | 02140      | 11,04            | 223 (2012)                        | 20                 |
| Haution              | 02377      | 02140      | 9,34             | 150 (2012)                        | 16                 |
| Houry                | 02384      | 02140      | 3,48             | 54 (2012)                         | 16                 |
| La Bouteille         | 02109      | 02140      | 19,00            | 498 (2012)                        | 26                 |
| La Vallée-au-Blé     | 02759      | 02140      | 5,17             | 372 (2012)                        | 72                 |
| Laigny               | 02401      | 02140      | 10,83            | 214 (2012)                        | 20                 |
| Landouzy-la-Cour     | 02404      | 02140      | 10,12            | 188 (2012)                        | 19                 |
| Lugny                | 02444      | 02140      | 4,77             | 116 (2012)                        | 24                 |
| Nampcelles-la-Cour   | 02535      | 02140      | 10,89            | 131 (2012)                        | 12                 |
| Plomion              | 02608      | 02140      | 16,39            | 463 (2012)                        | 28                 |
| Prisces              | 02623      | 02140      | 6,63             | 111 (2012)                        | 17                 |
| Rogny                | 02652      | 02140      | 5,61             | 107 (2012)                        | 19                 |
| Saint-Algis          | 02670      | 02260      | 6,89             | 161 (2012)                        | 23                 |
| Thenailles           | 02740      | 02140      | 16,43            | 250 (2012)                        | 15                 |
| Voulpaix             | 02826      | 02140      | 11,55            | 417 (2012)                        | 36                 |

### Composition à partir de 2015
Le canton de Vervins regroupe 66 communes.
| Nom                             | Code Insee | Intercommunalité              | Superficie (km2) | Population (dernière pop. légale) | Densité (hab./km2) | Modifier                                    |
| ------------------------------- | ---------- | ----------------------------- | ---------------- | --------------------------------- | ------------------ | ------------------------------------------- |
| Vervins (bureau centralisateur) | 02789      | CC de la Thiérache du Centre  | 10,35            | 2 574 (2022)                      | 249                | modifier les données · modifier les données |
| Archon                          | 02021      | CC des Portes de la Thiérache | 6,37             | 77 (2022)                         | 12                 | modifier les données · modifier les données |
| Les Autels                      | 02038      | CC des Portes de la Thiérache | 5,99             | 63 (2022)                         | 11                 | modifier les données · modifier les données |
| Autreppes                       | 02040      | CC de la Thiérache du Centre  | 6,78             | 176 (2022)                        | 26                 | modifier les données · modifier les données |
| Bancigny                        | 02044      | CC de la Thiérache du Centre  | 3,32             | 25 (2022)                         | 7,5                | modifier les données · modifier les données |
| Berlise                         | 02069      | CC des Portes de la Thiérache | 6,59             | 104 (2022)                        | 16                 | modifier les données · modifier les données |
| La Bouteille                    | 02109      | CC de la Thiérache du Centre  | 19,00            | 468 (2022)                        | 25                 | modifier les données · modifier les données |
| Braye-en-Thiérache              | 02116      | CC de la Thiérache du Centre  | 9,17             | 133 (2022)                        | 15                 | modifier les données · modifier les données |
| Brunehamel                      | 02126      | CC des Portes de la Thiérache | 8,90             | 458 (2022)                        | 51                 | modifier les données · modifier les données |
| Buironfosse                     | 02135      | CC de la Thiérache du Centre  | 17,60            | 1 125 (2022)                      | 64                 | modifier les données · modifier les données |
| Burelles                        | 02136      | CC de la Thiérache du Centre  | 13,83            | 123 (2022)                        | 8,9                | modifier les données · modifier les données |
| La Capelle                      | 02141      | CC de la Thiérache du Centre  | 12,26            | 1 757 (2022)                      | 143                | modifier les données · modifier les données |
| Chaourse                        | 02160      | CC des Portes de la Thiérache | 18,60            | 497 (2022)                        | 27                 | modifier les données · modifier les données |
| Chéry-lès-Rozoy                 | 02181      | CC des Portes de la Thiérache | 4,73             | 97 (2022)                         | 21                 | modifier les données · modifier les données |
| Clairfontaine                   | 02197      | CC de la Thiérache du Centre  | 14,31            | 522 (2022)                        | 36                 | modifier les données · modifier les données |
| Clermont-les-Fermes             | 02200      | CC des Portes de la Thiérache | 9,30             | 99 (2022)                         | 11                 | modifier les données · modifier les données |
| Cuiry-lès-Iviers                | 02251      | CC des Portes de la Thiérache | 4,79             | 26 (2022)                         | 5,4                | modifier les données · modifier les données |
| Dagny-Lambercy                  | 02256      | CC des Portes de la Thiérache | 10,04            | 125 (2022)                        | 12                 | modifier les données · modifier les données |
| Dizy-le-Gros                    | 02264      | CC des Portes de la Thiérache | 19,96            | 722 (2022)                        | 36                 | modifier les données · modifier les données |
| Dohis                           | 02265      | CC des Portes de la Thiérache | 8,10             | 82 (2022)                         | 10                 | modifier les données · modifier les données |
| Dolignon                        | 02266      | CC des Portes de la Thiérache | 3,38             | 35 (2022)                         | 10                 | modifier les données · modifier les données |
| Englancourt                     | 02276      | CC de la Thiérache du Centre  | 7,97             | 120 (2022)                        | 15                 | modifier les données · modifier les données |
| Erloy                           | 02284      | CC de la Thiérache du Centre  | 7,44             | 100 (2022)                        | 13                 | modifier les données · modifier les données |
| Étréaupont                      | 02295      | CC de la Thiérache du Centre  | 17,59            | 845 (2022)                        | 48                 | modifier les données · modifier les données |
| La Flamengrie                   | 02312      | CC de la Thiérache du Centre  | 26,43            | 1 098 (2022)                      | 42                 | modifier les données · modifier les données |
| Fontaine-lès-Vervins            | 02321      | CC de la Thiérache du Centre  | 19,74            | 866 (2022)                        | 44                 | modifier les données · modifier les données |
| Fontenelle                      | 02324      | CC de la Thiérache du Centre  | 10,47            | 289 (2022)                        | 28                 | modifier les données · modifier les données |
| Froidestrées                    | 02337      | CC de la Thiérache du Centre  | 4,91             | 194 (2022)                        | 40                 | modifier les données · modifier les données |
| Gercy                           | 02341      | CC de la Thiérache du Centre  | 6,33             | 258 (2022)                        | 41                 | modifier les données · modifier les données |
| Gergny                          | 02342      | CC de la Thiérache du Centre  | 5,86             | 131 (2022)                        | 22                 | modifier les données · modifier les données |
| Grandrieux                      | 02354      | CC des Portes de la Thiérache | 4,35             | 80 (2022)                         | 18                 | modifier les données · modifier les données |
| Gronard                         | 02357      | CC de la Thiérache du Centre  | 7,10             | 61 (2022)                         | 8,6                | modifier les données · modifier les données |
| Harcigny                        | 02369      | CC de la Thiérache du Centre  | 7,57             | 243 (2022)                        | 32                 | modifier les données · modifier les données |
| Hary                            | 02373      | CC de la Thiérache du Centre  | 11,04            | 196 (2022)                        | 18                 | modifier les données · modifier les données |
| Haution                         | 02377      | CC de la Thiérache du Centre  | 9,34             | 130 (2022)                        | 14                 | modifier les données · modifier les données |
| Houry                           | 02384      | CC de la Thiérache du Centre  | 3,48             | 58 (2022)                         | 17                 | modifier les données · modifier les données |
| Laigny                          | 02401      | CC de la Thiérache du Centre  | 10,83            | 184 (2022)                        | 17                 | modifier les données · modifier les données |
| Landouzy-la-Cour                | 02404      | CC de la Thiérache du Centre  | 10,12            | 168 (2022)                        | 17                 | modifier les données · modifier les données |
| Lerzy                           | 02418      | CC de la Thiérache du Centre  | 11,54            | 224 (2022)                        | 19                 | modifier les données · modifier les données |
| Lislet                          | 02433      | CC des Portes de la Thiérache | 8,20             | 218 (2022)                        | 27                 | modifier les données · modifier les données |
| Luzoir                          | 02445      | CC de la Thiérache du Centre  | 10,99            | 267 (2022)                        | 24                 | modifier les données · modifier les données |
| Montcornet                      | 02502      | CC des Portes de la Thiérache | 5,74             | 1 224 (2022)                      | 213                | modifier les données · modifier les données |
| Montloué                        | 02519      | CC des Portes de la Thiérache | 15,58            | 193 (2022)                        | 12                 | modifier les données · modifier les données |
| Morgny-en-Thiérache             | 02526      | CC des Portes de la Thiérache | 6,99             | 107 (2022)                        | 15                 | modifier les données · modifier les données |
| Nampcelles-la-Cour              | 02535      | CC de la Thiérache du Centre  | 10,89            | 114 (2022)                        | 10                 | modifier les données · modifier les données |
| Noircourt                       | 02556      | CC des Portes de la Thiérache | 5,45             | 69 (2022)                         | 13                 | modifier les données · modifier les données |
| Papleux                         | 02584      | CC de la Thiérache du Centre  | 1,93             | 115 (2022)                        | 60                 | modifier les données · modifier les données |
| Parfondeval                     | 02586      | CC des Portes de la Thiérache | 10,91            | 141 (2022)                        | 13                 | modifier les données · modifier les données |
| Plomion                         | 02608      | CC de la Thiérache du Centre  | 16,39            | 454 (2022)                        | 28                 | modifier les données · modifier les données |
| Prisces                         | 02623      | CC de la Thiérache du Centre  | 6,63             | 94 (2022)                         | 14                 | modifier les données · modifier les données |
| Raillimont                      | 02634      | CC des Portes de la Thiérache | 4,90             | 89 (2022)                         | 18                 | modifier les données · modifier les données |
| Renneval                        | 02641      | CC des Portes de la Thiérache | 6,82             | 127 (2022)                        | 19                 | modifier les données · modifier les données |
| Résigny                         | 02642      | CC des Portes de la Thiérache | 7,83             | 161 (2022)                        | 21                 | modifier les données · modifier les données |
| Rocquigny                       | 02650      | CC de la Thiérache du Centre  | 10,99            | 364 (2022)                        | 33                 | modifier les données · modifier les données |
| Rouvroy-sur-Serre               | 02660      | CC des Portes de la Thiérache | 3,90             | 42 (2022)                         | 11                 | modifier les données · modifier les données |
| Rozoy-sur-Serre                 | 02666      | CC des Portes de la Thiérache | 16,53            | 922 (2022)                        | 56                 | modifier les données · modifier les données |
| Saint-Algis                     | 02670      | CC de la Thiérache du Centre  | 6,89             | 148 (2022)                        | 21                 | modifier les données · modifier les données |
| Sainte-Geneviève                | 02678      | CC des Portes de la Thiérache | 4,53             | 70 (2022)                         | 15                 | modifier les données · modifier les données |
| Soize                           | 02723      | CC des Portes de la Thiérache | 5,91             | 96 (2022)                         | 16                 | modifier les données · modifier les données |
| Sommeron                        | 02725      | CC de la Thiérache du Centre  | 4,68             | 135 (2022)                        | 29                 | modifier les données · modifier les données |
| Sorbais                         | 02728      | CC de la Thiérache du Centre  | 13,72            | 261 (2022)                        | 19                 | modifier les données · modifier les données |
| Thenailles                      | 02740      | CC de la Thiérache du Centre  | 16,43            | 221 (2022)                        | 13                 | modifier les données · modifier les données |
| Le Thuel                        | 02743      | CC des Portes de la Thiérache | 7,06             | 155 (2022)                        | 22                 | modifier les données · modifier les données |
| Vigneux-Hocquet                 | 02801      | CC des Portes de la Thiérache | 13,72            | 266 (2022)                        | 19                 | modifier les données · modifier les données |
| La Ville-aux-Bois-lès-Dizy      | 02802      | CC des Portes de la Thiérache | 10,22            | 203 (2022)                        | 20                 | modifier les données · modifier les données |
| Vincy-Reuil-et-Magny            | 02819      | CC des Portes de la Thiérache | 11,78            | 103 (2022)                        | 8,7                | modifier les données · modifier les données |
| Canton de Vervins               | 0219       |                               | 641,09           | 20 892 (2022)                     | 33                 | modifier les données                        |

## Démographie

### Démographie avant le redécoupage de 2015
| 1962  | 1968  | 1975  | 1982  | 1990  | 1999  | 2006  | 2007  | 2008  |
| ----- | ----- | ----- | ----- | ----- | ----- | ----- | ----- | ----- |
| 9 880 | 9 665 | 9 055 | 8 530 | 8 486 | 8 103 | 8 179 | 8 159 | 8 162 |

| 2009  | 2010  | 2011  | 2012  | - | - | - | - | - |
| ----- | ----- | ----- | ----- | - | - | - | - | - |
| 8 171 | 8 208 | 8 172 | 8 070 | - | - | - | - | - |

| 1793  | 1800  | 1806   | 1821   | 1831   | 1836   | 1841   | 1846   | 1851   |
| ----- | ----- | ------ | ------ | ------ | ------ | ------ | ------ | ------ |
| 9 432 | 9 109 | 15 776 | 16 531 | 17 368 | 17 684 | 17 395 | 17 515 | 17 408 |

| 1856   | 1861   | 1866   | 1872   | 1876   | 1881   | 1886   | 1891   | 1896   |
| ------ | ------ | ------ | ------ | ------ | ------ | ------ | ------ | ------ |
| 16 814 | 16 793 | 16 493 | 16 138 | 15 962 | 14 994 | 14 546 | 14 070 | 13 528 |

| 1901   | 1906   | 1911   | 1921   | 1926   | 1931   | 1936   | 1946   | 1954   |
| ------ | ------ | ------ | ------ | ------ | ------ | ------ | ------ | ------ |
| 12 898 | 12 490 | 12 130 | 11 601 | 11 620 | 11 042 | 10 798 | 10 156 | 10 078 |

| 1962  | 1968  | 1975  | 1982  | 1990  | 1999  | 2006  | 2009  | - |
| ----- | ----- | ----- | ----- | ----- | ----- | ----- | ----- | - |
| 9 880 | 9 665 | 9 055 | 8 530 | 8 486 | 8 103 | 8 179 | 8 171 | - |

Histogramme

(élaboration graphique par Wikipédia)

#### Répartition par sexes et tranches d'âges en 2007
La tranche d'âge des 45 à 59 ans, qui a fortement augmenté entre 1999 et 2007, est inférieure à celle au niveau départemental au niveau des hommes.
En 2007, le canton comptait 4 061 hommes pour 4 100 femmes, soit un taux de 49,76 % d'hommes, supérieur de 1 % au taux national (48,6 %).
Les pyramides des âges du Canton et du Département s'établissent comme suit.
| Hommes | Classe d’âge | Femmes |
| ------ | ------------ | ------ |
| 0,4    | 90 ans ou +  | 1,1    |
| 6,0    | 75 à 89 ans  | 9,2    |
| 12,6   | 60 à 74 ans  | 13,5   |
| 20,5   | 45 à 59 ans  | 20,1   |
| 21,3   | 30 à 44 ans  | 20,4   |
| 19,7   | 15 à 29 ans  | 18,3   |
| 19,6   | 0 à 14 ans   | 17,5   |

| Hommes | Classe d’âge | Femmes |
| ------ | ------------ | ------ |
| 0,3    | 90 ans ou +  | 1,0    |
| 6,3    | 75 à 89 ans  | 9,9    |
| 14,3   | 60 à 74 ans  | 14,2   |
| 21,5   | 45 à 59 ans  | 20,0   |
| 19,8   | 30 à 44 ans  | 19,8   |
| 17,9   | 15 à 29 ans  | 17,4   |
| 20,0   | 0 à 14 ans   | 17,6   |

#### Répartition par catégories socioprofessionnelles en 2007
La catégorie socioprofessionnelle des ouvriers est surreprésentée par rapport au niveau national. Avec 20,2 %, elle est 6,4 point au-dessus du niveau national.
| Catégorie socioprofessionnelle                    | 2007  | 2007 | 1999  | 1999 | Détails de l'année 2007 | Détails de l'année 2007 | Détails de l'année 2007            | Détails de l'année 2007            | Détails de l'année 2007            |
| Catégorie socioprofessionnelle                    | Nb    | %    | Nb    | %    | Hommes                  | Femmes                  | Part en % de la population âgée de | Part en % de la population âgée de | Part en % de la population âgée de |
| Catégorie socioprofessionnelle                    | Nb    | %    | Nb    | %    | Hommes                  | Femmes                  | 15 à 24 ans                        | 25 à 54 ans                        | 55 ans ou +                        |
| ------------------------------------------------- | ----- | ---- | ----- | ---- | ----------------------- | ----------------------- | ---------------------------------- | ---------------------------------- | ---------------------------------- |
| Ensemble                                          | 6 698 | 100  | 6 572 | 100  | 3 264                   | 3 434                   | 100                                | 100                                | 100                                |
| Agriculteurs exploitants                          | 220   | 3,3  | 288   | 4,4  | 163                     | 57                      | 0,4                                | 5,0                                | 2,2                                |
| Artisans, commerçants, chefs d'entreprise         | 172   | 2,6  | 180   | 2,7  | 124                     | 48                      | 0,4                                | 3,8                                | 1,8                                |
| Cadres et professions intellectuelles supérieures | 231   | 3,5  | 216   | 3,3  | 151                     | 80                      | 0,4                                | 5,3                                | 2,2                                |
| Professions intermédiaires                        | 623   | 9,3  | 520   | 7,9  | 328                     | 295                     | 6,1                                | 15,3                               | 2,7                                |
| Employés                                          | 953   | 14,2 | 920   | 14,0 | 148                     | 806                     | 8,4                                | 23,7                               | 4,2                                |
| Ouvriers                                          | 1 356 | 20,2 | 1 280 | 19,5 | 1 076                   | 280                     | 20,5                               | 32,7                               | 4,0                                |
| Retraités                                         | 1 873 | 28,0 | 1 596 | 24,3 | 879                     | 995                     | 0                                  | 0,6                                | 74,7                               |
| Autres personnes sans activité professionnelle    | 1 269 | 19,0 | 1 572 | 23,9 | 394                     | 875                     | 63,8                               | 13,5                               | 8,1                                |
| Source : Insee                                    |       |      |       |      |                         |                         |                                    |                                    |                                    |

### Démographie après le redécoupage de 2015
En 2022, le canton comptait 20 892 habitants, en évolution de −3,55 % par rapport à 2016 (Aisne : −1,97 %, France hors Mayotte : +2,11 %).
| 2013   | 2018   | 2022   |
| ------ | ------ | ------ |
| 22 215 | 21 457 | 20 892 |